# Mussaenda keenanii
Mussaenda keenanii är en måreväxtart som beskrevs av Joseph Dalton Hooker. Mussaenda keenanii ingår i släktet Mussaenda och familjen måreväxter. Inga underarter finns listade i Catalogue of Life.